# Goiești, Dolj
Goiești este satul de reședință al comunei cu același nume din județul Dolj, Oltenia, România.